# New York City Marathon 1985
De New York City Marathon 1985 werd gelopen op zondag 27 oktober 1985. Het was de zestiende editie van deze marathon.
De Italiaan Orlando Pizzolato zegevierde voor de tweede achtereenvolgende maal bij de mannen in 2:11.34. De Noorse Grete Waitz won bij de vrouwen in 2:28.34 en behaalde hiermee in New York in acht jaar tijd haar zevende overwinning.
In totaal finishten 15.881 marathonlopers de wedstrijd, waarvan 13.403 mannen en 2478 vrouwen.

## Uitslagen

### Mannen
| rang   | naam                | land | tijd    |
| ------ | ------------------- | ---- | ------- |
| Goud   | Orlando Pizzolato   | ITA  | 2:11.34 |
| Zilver | Ahmed Salah         | DJI  | 2:12.29 |
| Brons  | Pat Petersen        | USA  | 2:12.59 |
| 4      | Don Norman          | USA  | 2:14.08 |
| 5      | Gerard Nijboer      | NED  | 2:14.27 |
| 6      | Allan Zachariasen   | DEN  | 2:15.18 |
| 7      | Bill Rodgers        | USA  | 2:15.33 |
| 8      | Giuseppe Pambianchi | ITA  | 2:15.40 |
| 9      | Ibrahim Hussein     | KEN  | 2:15.55 |
| 10     | Jorge Gonzalez      | PUR  | 2:16.51 |
| 11     | Grenville Wood      | AUS  | 2:17.13 |
| 12     | Jean-Yves Madelon   | FRA  | 2:17.20 |
| 13     | Julian Goater       | ENG  | 2:17.33 |
| 14     | Antoni Niemczak     | POL  | 2:17.48 |
| 15     | Tommy Persson       | SWE  | 2:18.06 |
| 16     | Nicholas Brawn      | ENG  | 2:18.24 |
| 17     | Ric Sayre           | USA  | 2:18.34 |
| 18     | Budd Coates         | USA  | 2:18.45 |
| 19     | Sam Ngatia          | KEN  | 2:19.29 |
| 20     | Mohammed Rutiginga  | TAN  | 2:19.55 |
| 21     | Ed Swiatocha        | USA  | 2:20.11 |
| 22     | Thomas Downes       | USA  | 2:20.15 |
| 23     | Suleiman Nyambui    | TAN  | 2:20.41 |
| 24     | Isamu Sennai        | JPN  | 2:21.10 |
| 25     | Zoltan Koszegi      | HUN  | 2:21.23 |

### Vrouwen
| rang   | naam                 | land | tijd    |
| ------ | -------------------- | ---- | ------- |
| Goud   | Grete Waitz          | NOR  | 2:28.34 |
| Zilver | Lisa Ondieki         | AUS  | 2:29.48 |
| Brons  | Laura Fogli          | ITA  | 2:31.36 |
| 4      | Lorraine Moller      | NZL  | 2:34.55 |
| 5      | Priscilla Welch      | ENG  | 2:35.30 |
| 6      | Ngaire Drake         | NZL  | 2:36.53 |
| 7      | Susan King           | USA  | 2:37.38 |
| 8      | Julie Brown          | USA  | 2:37.53 |
| 9      | Jacqueline Gareau    | CAN  | 2:38.31 |
| 10     | Agnes Sipka          | HUN  | 2:40.22 |
| 11     | Evy Palm             | SWE  | 2:40.50 |
| 12     | Cristina Tomasini    | ITA  | 2:41.08 |
| 13     | Marianne Dickerson   | USA  | 2:41.28 |
| 14     | Michele Bush         | USA  | 2:42.03 |
| 15     | Magda Ilands         | BEL  | 2:42.34 |
| 16     | Emma Scaunich        | ITA  | 2:42.54 |
| 17     | Beth Dillinger       | USA  | 2:44.27 |
| 18     | Grazyna Mierzejewska | POL  | 2:44.28 |
| 19     | Rita Marchisio       | ITA  | 2:44.41 |
| 20     | Katy Laetsch         | USA  | 2:45.26 |
| 21     | Marilyn Hulak        | USA  | 2:47.01 |
| 22     | Karen Cosgrove       | USA  | 2:47.09 |
| 23     | Lorna Irving         | SCO  | 2:47.52 |
| 24     | Agnes Pardaens       | BEL  | 2:48.39 |
| 25     | Caroll Myers         | USA  | 2:50.03 |

1970 ·
1971 ·
1972 ·
1973 ·
1974 ·
1975 ·
1976 ·
1977 ·
1978 ·
1979 ·
1980 ·
1981 ·
1982 ·
1983 ·
1984 ·
1985 ·
1986 ·
1987 ·
1988 ·
1989 ·
1990 ·
1991 ·
1992 ·
1993 ·
1994 ·
1995 ·
1996 ·
1997 ·
1998 ·
1999 ·
2000 ·
2001 ·
2002 ·
2003 ·
2004 ·
2005 ·
2006 ·
2007 ·
2008 ·
2009 ·
2010 ·
2011 ·
2012 · 
2013 ·
2014 ·
2015 ·
2016 ·
2017 ·
2018 ·
2019 ·
2020 · 
2021 ·
2022 ·
2023 ·
2024